# Ambitions
Ambitions —en español: Ambiciones— es el octavo álbum de la banda japonesa de J-rock ONE OK ROCK, fue lanzado el 11 de enero de 2017 a través del sello discográfico de Japón Amuse, Inc. y luego del sello internacional Fueled by Ramen. El álbum, que fue producido por Colin Brittain, John Feldmann, Dan Lancaster & Mike Shinoda, significó una desviación en la dirección musical del grupo, dejando de lado el sonido post-hardcore que les caracterizaba y enfocándose más en el pop rock y pop punk.
La canción "Always Coming Back" apareció en la serie comercial de NTT Docomo, "Kanjou no Subete/Nakama". Después de firmar con Fueled by Ramen el 11 de septiembre de 2016, lanzaron el sencillo principal "Taking Off" el 16 de septiembre de 2016 que fue utilizado como tema para la película japonesa "Museum", que protagonizó Shun Oguri , y el segundo sencillo "Bedroom Warfare" el 18 de noviembre de 2016. La canción "I was King" fue lanzada el 15 de diciembre de 2016. El 9 de enero de 2017, lanzaron su sencillo "We Are".
Se vendieron en ambas ediciones regular y limitada, el álbum está disponible para preorden en iTunes partir del 18 de noviembre de 2016. El álbum edición japonesa limitada cuenta con bonus tracks y un DVD de las sesiones acústicas, mientras que la edición internacional de Ambitions viene con un paquete de la camiseta para el nuevo álbum "Ambitions" de ONE OK ROCK.

## Lista de canciones
Versión original (Japonés)
| Ambitions – Japanese version |                                                |          |  |
| N.º                          | Título                                         | Duración |  |
| 1.                           | «Ambitions» (Introduction)                     | 1:23     |  |
| 2.                           | «Bombs away»                                   | 4:23     |  |
| 3.                           | «Taking Off»                                   | 3:39     |  |
| 4.                           | «We are»                                       | 4:15     |  |
| 5.                           | «20/20»                                        | 3:19     |  |
| 6.                           | «Always coming back»                           | 3:33     |  |
| 7.                           | «Bedroom Warfare»                              | 3:23     |  |
| 8.                           | «Lost in Tonight»                              | 2:52     |  |
| 9.                           | «I was King»                                   | 3:58     |  |
| 10.                          | «Listen» (con Avril Lavigne)                   | 3:39     |  |
| 11.                          | «One Way Ticket»                               | 3:37     |  |
| 12.                          | «Bon Voyage»                                   | 4:06     |  |
| 13.                          | «Start Again»                                  | 3:14     |  |
| 14.                          | «Take What You Want» (con 5 Seconds of Summer) | 4:04     |  |

| Japanese limited edition hidden track |            |          |  |
| N.º                                   | Título     | Duración |  |
| 15.                                   | «Untitled» | 2:20     |  |

Versión Internacional
| AMBITIONS – International version |                                                |          |  |
| N.º                               | Título                                         | Duración |  |
| 1.                                | «Ambitions» (Introduction)                     | 1:23     |  |
| 2.                                | «Bombs Away»                                   | 4:24     |  |
| 3.                                | «Taking Off»                                   | 3:38     |  |
| 4.                                | «We Are»                                       | 4:15     |  |
| 5.                                | «Jaded» (con Alex Gaskarth de All Time Low)    | 3:36     |  |
| 6.                                | «Hard to Love»                                 | 3:16     |  |
| 7.                                | «Bedroom Warfare»                              | 3:22     |  |
| 8.                                | «American Girls»                               | 2:48     |  |
| 9.                                | «I Was King»                                   | 3:58     |  |
| 10.                               | «Listen»                                       | 3:39     |  |
| 11.                               | «One Way Ticket»                               | 3:36     |  |
| 12.                               | «Bon Voyage»                                   | 4:05     |  |
| 13.                               | «Start Again»                                  | 3:14     |  |
| 14.                               | «Take What You Want» (con 5 Seconds of Summer) | 4:03     |  |

## Posicionamiento en lista
| Lista (2017)                          | Mejor posición |
| ------------------------------------- | -------------- |
| Australian Albums (ARIA)              | 57             |
| Austria (Ö3 Austria)                  | 72             |
| Bélgica (Ultratop flamenca)           | 195            |
| Canadá (Billboard Canadian Albums)    | 61             |
| Japanese Weekly Albums Chart (Oricon) | 1              |
| New Zealand Heatseekers Albums (RMNZ) | 2              |
| South Korean Albums (Gaon)            | 76             |
| Estados Unidos (Billboard 200)        | 106            |
| US Top Alternative Albums (Billboard) | 9              |
| US Top Rock Albums (Billboard)        | 12             |
| US Top Hard Rock Albums (Billboard)   | 2              |